# 4205-ös mellékút (Magyarország)
A 4205-ös számú mellékút egy bő 42 kilométer hosszú, négy számjegyű országos közút Jász-Nagykun-Szolnok vármegye és Békés vármegye határvidékén, Kisújszállást köti össze Körösladánnyal.

## Nyomvonala
Kisújszállás belterületének keleti szélén ágazik ki a 4201-es útból, annak 7,550-es kilométerszelvénye táján, dél-délnyugat felé, Malom utca néven. Kevéssel az első kilométerének elérése előtt délkelet felé fordul, ott a Béla király utca nevet viseli, majd nagyjából másfél kilométer megtételét követően kilép a belterületről. A következő, majdnem tíz kilométeres szakaszát ritkásan lakott, leginkább mezőgazdasági hasznosítású területek között teljesíti, és már túl van a 11. kilométerén is, amikor átlépi a következő település, Ecsegfalva határát.
Nagyjából 14 kilométer után éri el a Hortobágy-Berettyó folyását, a túlparton pedig már egyből ecsegfalvai belterületek között folytatódik, Fő utca néven, továbbra is délkelet felé. A 16. kilométerénél éri el a falu déli szélét, ott délnek fordul, 20,3 kilométer után pedig átlép Dévaványa területére. 22,8 kilométer után kiágazik belőle kelet felé a Sterbetz Istvánról elnevezett túzokvédelmi látogatóközpont bekötőútja, 24,5 kilométer után pedig egy újabb elágazása jön, ezúttal nyugat felé: ott a 42 133-as számú mellékút indul, Dévaványához és Gyomaendrődhöz tartozó, igen ritkásan lakott külterületek felé [a Kartográfia Kiadó 1970-es kiadású, 1:525 000 léptékű autótérképének tanúsága szerint Gabonás nevű külterületi településrészre].
Dévaványa központjának északi szélét 27,6 kilométer után éri el az út, ott a Kisújszállási út nevet veszi fel, dél-délkelet felé húzódva. 28,2 kilométer után halad el Dévaványa vasútállomás térségének északkeleti széle mellett, onnan a Sport út nevet viseli. [Az előbbi helyen keresztezte az utat, megszüntetése előtt a Kisújszállás–Dévaványa–Gyoma-vasútvonal, kétoldalt még felfedezhetők a vonal egyes maradványai.] Alig 200 méter után kiágazik belőle nyugat felé a 42 332-es számú mellékút, az állomás kiszolgálására, ugyanott az út délnek fordul és így halad a 29. kilométeréig, ahol kettéágazik. A 4205-ös útszámot a keletnek térő út viszi tovább, nyugat felé pedig a 4231-es út indul, Gyoma irányába.
Innen az út mintegy egy kilométeren át az Árpád út nevet viseli, a keleti irányt követve, majd – a város Fő terénél – újabb elágazáshoz ér: északkelet felé (majd kicsivel odébb keletnek fordulva) a 42 134-es számú mellékút ágazik ki Dévaványa északkeleti városrészei és ottani iparterülete felé, a 4205-ös pedig délkeletnek fordul, Körösladányi út néven. Így is hagyja el a belterületet, 31,8 kilométer megtételét követően. A 32. kilométere után elhalad a dévaványai repülőtér térsége közelében, attól északra, majd 34,1 kilométer után keresztezi a Körösnagyharsány–Vésztő–Gyoma-vasútvonal vágányait, utána pedig a 35. kilométere előtt egy szakaszon Kéthalom külterületi településrész déli szélén húzódik, a vasúttal párhuzamosan haladva (valahol itt lehetett a vasút már megszűnt Kéthalom megállóhelye is).
Kevéssel a 36. kilométere előtt lépi át – változatlanul a vágányokkal párhuzamos útvonalon, azokat dél felől kísérve – Körösladány határvonalát, a vasúttól bő másfél méterrel ezt követően válik el, bár nem távolodik messze tőle. 39,8 kilométer után lép be a város lakott területére, Dévaványai út néven, majd egy-egy szakaszon, kisebb-nagyobb iránytöréseket követően Rákóczi utca, Lenkei tér, illetve Nadányi Zoltán út néven. A költő-műfordító-levéltáros nevét viselve ér véget, beletorkollva a 47-es főútba, annak majdnem pontosan a 91. kilométerénél.
Teljes hossza, az országos közutak térképes nyilvántartását szolgáló kira.gov.hu adatbázisa szerint 42,553 kilométer.

## Települések az út mentén
- Kisújszállás
- Ecsegfalva
- Dévaványa
- Körösladány

## Története
1934-ben a kereskedelem- és közlekedésügyi miniszter 70 846/1934. számú rendelete a teljes mai hosszában harmadrendű főúttá nyilvánította, 413-as útszámozással.
Egy dátum nélküli, feltehetőleg 1949 körül készült térkép lényegében a mai teljes hosszában harmadrendű főútként tünteti fel, 413-as útszámozással.